# Hyperion (Mond)
Hyperion (auch Saturn VII) ist einer der mittelgroßen Monde des Saturn. Er hat eine sehr poröse, schwammartige Struktur.

## Entdeckung
Hyperion wurde am 16. September 1848 von William Cranch Bond und George Phillips Bond sowie am 18. September von William Lassell entdeckt.
Benannt wurde der Mond nach dem Titanen Hyperion aus der griechischen Mythologie. 

Hyperion wurde kurz nach einer 1847 erschienenen Veröffentlichung des Astronomen John Herschel (Results of Astronomical Observations made at the Cape of Good Hope), in denen er die Namen der bis dahin bekannten sieben Saturnmonde vorschlug, entdeckt. Lassell, der Hyperion zwei Tage nach den Bonds sichtete, war Herschels Namensschema bekannt. In Anlehnung daran schlug er den Namen Hyperion vor.

## Bahndaten
Hyperion umkreist Saturn in einem mittleren Abstand von 1.464.100 km in 21 Tagen, 6 Stunden und 43 Minuten. Die Bahn weist eine Exzentrizität von 0,0175 auf und ist 0,568° gegenüber der Äquatorebene des Saturn geneigt.

## Aufbau und physikalische Daten

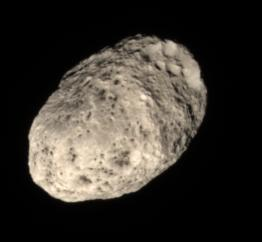
Hyperion ist rosiger als die meisten anderen grauen Monde im Sonnensystem. Das Bild wurde von Cassini in Echtfarben aus einer Entfernung von etwa 291.000 km aufgenommen.

Hyperion ist, bezogen auf seine Größe, einer der am stärksten unregelmäßig geformten Körper im Sonnensystem. Er besitzt eine Ausdehnung von 360 km × 266 km × 206 km.
Offenbar ist Hyperion ein Bruchstück eines größeren Ursprungskörpers, der bei einem Impaktereignis zerbrochen ist. Auf seiner Oberfläche ist der riesige, 10 km tiefe Krater Helios mit einem Durchmesser von 120 km sichtbar.
Mit 0,544 g/cm3 weist Hyperion, wie die meisten Saturnmonde, eine sehr geringe Dichte auf. Er ist offensichtlich überwiegend aus porösem Wassereis mit geringen Anteilen an silikatischem Gestein aufgebaut. Dies verleiht ihm ein schwammartiges Aussehen bei einer sehr niedrigen Gravitation an der Oberfläche.
Als eine Folge neigen Einschlagskörper dazu, eher die Oberfläche zu komprimieren, anstatt Material zur Seite zu schieben. Das meiste Material, das in die Höhe geschleudert wird, kehrt wegen der geringen Gravitation nie wieder zurück.

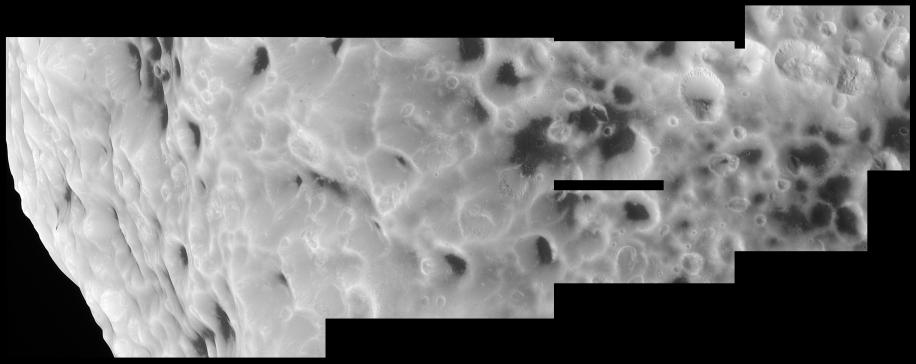
Oberfläche von Hyperion mit einer Reihe von Einschlagskratern voll von mysteriösem rötlichen Material. Diese 'Schmiere' enthält lange Kohlenwasserstoffketten und ähnelt dem Material anderer Saturnmonde, insbesondere Iapetus.

Im Unterschied zu den meisten Saturnmonden weist Hyperion mit einer Albedo von 0,25 eine dunkle Oberfläche auf, die aus der Ablagerung eines dunklen Materials herrühren könnte. Nach Untersuchungen der Raumsonde Cassini von 2005 handelt es sich bei den dunklen Ablagerungen um Kohlenwasserstoffverbindungen. Nach der Entdeckung und Untersuchung des Phoebe-Rings wird Phoebe als Ursache für die Verdunklung angesehen.
Hyperions Oberfläche ist mit tiefen, scharfkantigen Kratern bedeckt, die ihm das Aussehen eines riesigen Schwammes verleihen. Der Boden der Krater ist von dunklem Material ausgefüllt. Rötliches Material enthält lange Kohlenwasserstoffketten und ist offenbar ähnlich dem Material anderer Saturnmonde, insbesondere Iapetus.
Die neuesten Analysen von Cassini-Daten während seiner Flybys an Hyperion in den Jahren 2005 und 2006 zeigen, dass die Porosität so hoch ist, dass etwa 40 Prozent seines Inneren leer sind. Diese Porosität ermöglicht es, dass Krater über Äonen nahezu unverändert verbleiben.

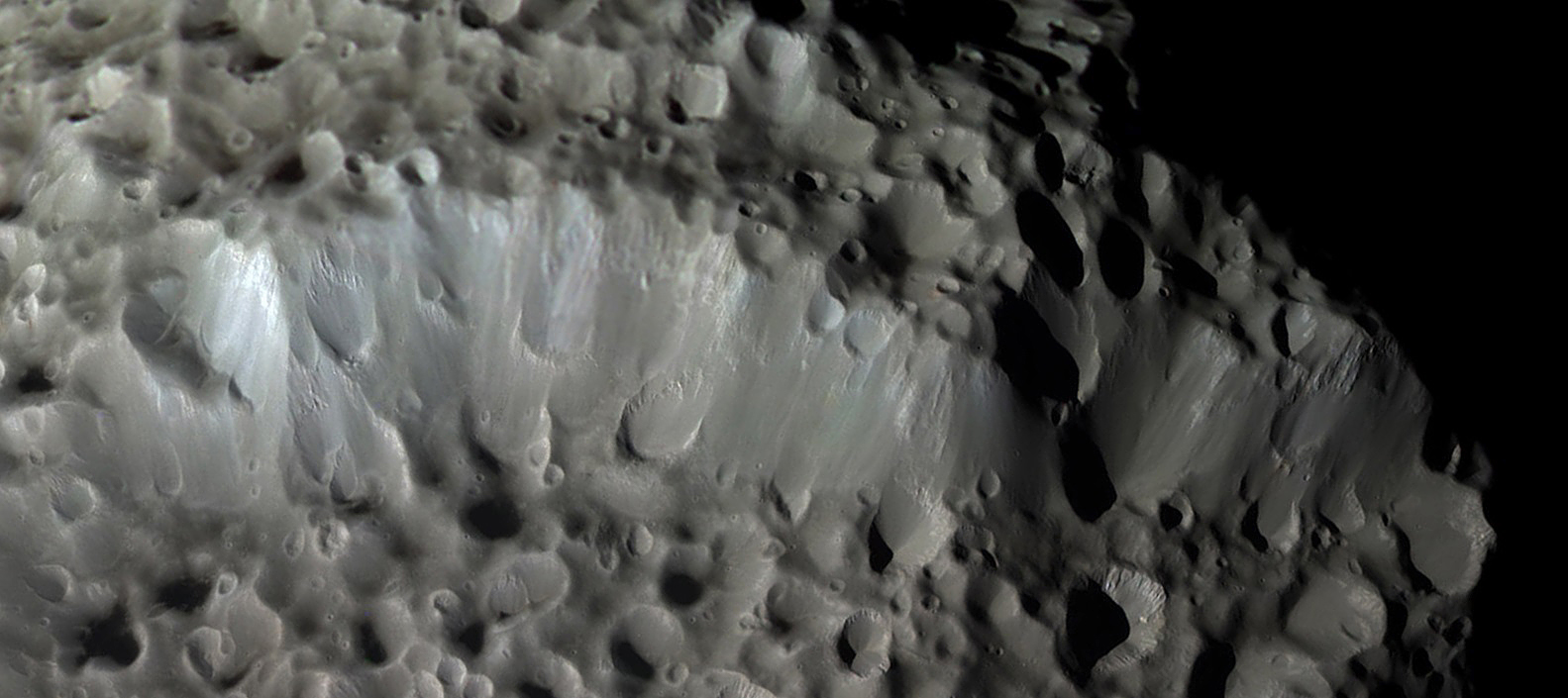
Bond-Lassell Dorsum auf Hyperion (Cassini 2007)

Es gibt einen benannten Felsgrat (Dorsum, englisch: Ridge) auf Hyperion: Bond-Lassell Dorsum (48° N 143,5° W, am Rand des Helios-Kraters), benannt nach George Phillips Bond, William Cranch Bond und William Lassell. Außer diesem großen Einschlagskrater gibt es noch drei weitere benannte kleinere (Bahloo, Jarilo und Meri).

## Rotation
Aufnahmen der Raumsonde Voyager 2 und erdgebundene photometrische Untersuchungen zeigten, dass Hyperions Rotation chaotisch ist, wobei seine Rotationsachse und die Rotationsgeschwindigkeit in völlig unvorhersehbarer Weise schwankt. Er ist, neben Plutos Monden Nix und Hydra, der dritte bekannte Mond im Sonnensystem, der dieses Verhalten aufweist, obwohl Computersimulationen gezeigt haben, dass möglicherweise auch andere unregelmäßig geformte Monde in der Vergangenheit derartig rotiert haben.
Hyperion nimmt unter den Monden eine besondere Stellung ein. Er ist höchst unregelmäßig geformt, seine Bahn ist exzentrisch und er befindet sich in einem relativ geringen Abstand von einem großen Mond, Titan, mit dem er in einer 3:4-Resonanz um den Planeten läuft. Diese Faktoren begrenzen die Möglichkeiten, bei denen eine stabile Rotation möglich ist.

## Beobachtung und Annäherungen

Animation des Anfluges auf Hyperion

Hyperion ist ein lichtschwaches Objekt mit einer scheinbaren Helligkeit von 14,4m. Um ihn zu beobachten, ist ein größeres Teleskop erforderlich.
Die Raumsonde Cassini konnte am 11. Juli 2005 beim Vorbeiflug neue Aufnahmen des Mondes aus einigen 10.000 km Entfernung zur Erde senden.
Am 26. September 2005 untersuchte dieselbe Sonde den Mond bei einem weiteren Vorbeiflug näher, bei dem sie sich äußerst dicht auf nur 500 km Entfernung nähern konnte. Dabei entstanden die bisher besten Aufnahmen des Mondes, die eine ungewöhnliche Oberfläche zeigen und die Vermutung einer relativ porösen Konsistenz untermauern.
Zum dritten und letzten Mal untersuchte die Sonde den Hyperion am 31. Mai 2015, als sie sich ihm auf minimal 34.000 km näherte. Cassini machte dabei weitere Aufnahmen.

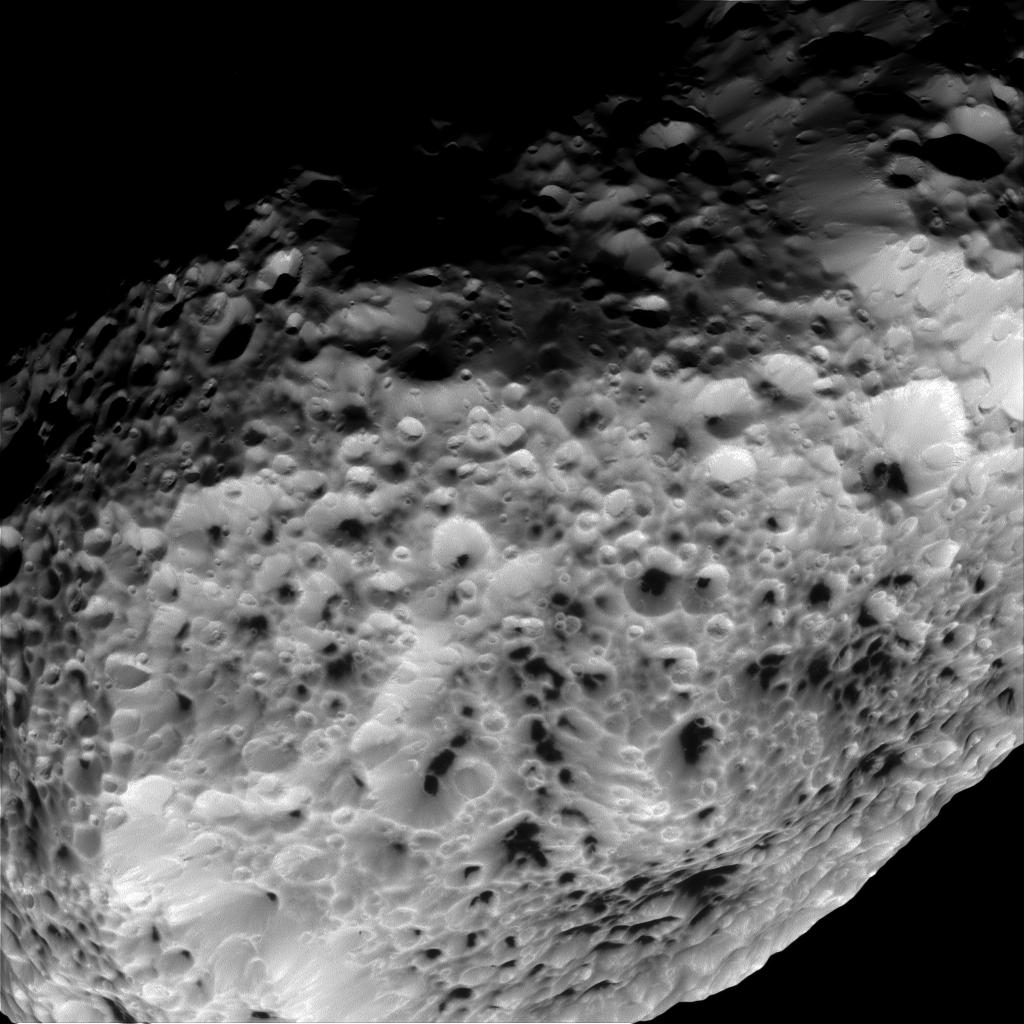
Oberflächenstruktur von Hyperion aus 38.000 km Entfernung

## Sonstiges
Auf seiner Umlaufbahn tritt Hyperion immer wieder aus Saturns Magnetosphäre hinaus in den Einflussbereich des Sonnenwindes und danach wieder zurück. Durch die wechselnden Strahlungsverhältnisse lädt er sich elektrisch auf.